# یاهو! ژاپن
یاهو! ژاپن (به ژاپنی: ヤフー株式会社) شرکت اینترنتی ژاپنی است، که در زمینه ارائه خدمات دسترسی به اینترنت، سرویس پورتال‌های وب و تبلیغات رسانه‌ای فعالیت می‌کند.
شرکت یاهو! ژاپن در سال ۱۹۹۶ از مشارکت انتفاعی شرکت‌های سافت‌بانک و یاهو! تأسیس شد. دفتر مرکزی این شرکت در مجموعه توکیو میدتاون منطقه آکاساکا، میناتو شهر توکیو قرار دارد و بخشی از سهام آن در بازار بورس توکیو معامله می‌شود.
سافت‌بانک با ۳۵٫۴ درصد، یاهو! با ۳۴٫۷ درصد و ژاپن تراستی سرویس بانک با در اختیار داشتن ۲٫۸ درصد از سهام یاهو! ژاپن، بزرگترین سهام‌داران آن به‌شمار می‌آیند.